# Château de Chartrené
Le château de Chartrené est un château situé à Chartrené, en France.

## Localisation
Le château est situé dans le département français de Maine-et-Loire et la région des Pays de la Loire, sur la commune de Chartrené.

## Description

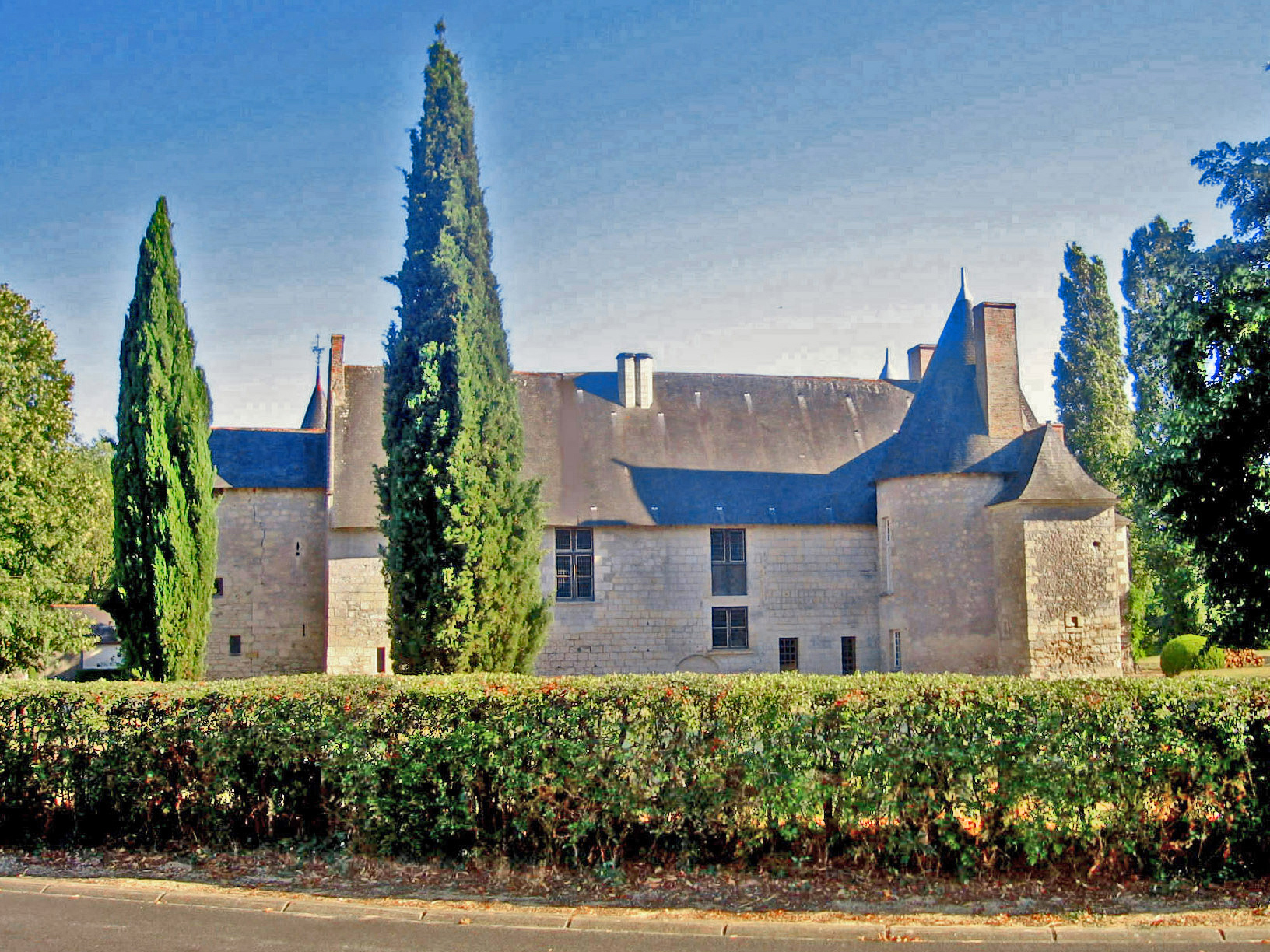
Façade ouest
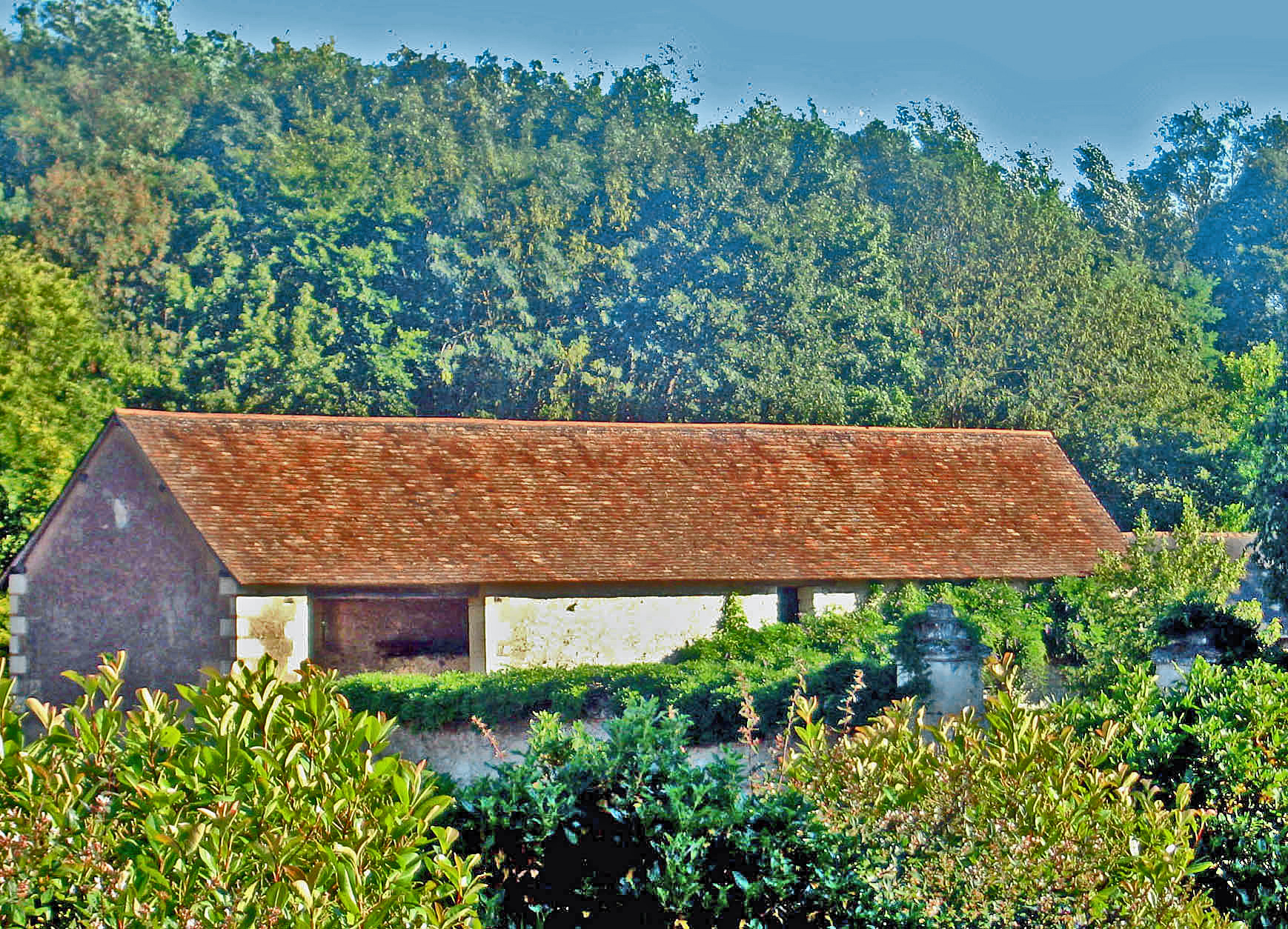
Annexe au château

## Historique
L'édifice est inscrit au titre des monuments historiques en 1968.